# Marian Środecki
Marian Środecki, né en 1935, est un ancien arbitre polonais de football des années 1970.

## Carrière
Il a officié dans des compétitions majeures : 
- JO 1972 (1 match)
- Coupe de Pologne de football 1973-1974 (finale)